# Palazzo del Senato (Cremlino)
Il Palazzo del Senato (in russo Сенатский дворец?, Senatskij dvorec) è un edificio sito all'interno delle mura del Cremlino di Mosca. Commissionato dall'imperatrice Caterina II nella seconda metà del XVIII secolo, ospitò originariamente il cosiddetto "Senato governante", il più alto organo legislativo e giudiziario della Russia imperiale. Dopo la rivoluzione bolscevica divenne sede del governo e poi del consiglio dei ministri dell'URSS. Attualmente ospita gli uffici dell'amministrazione presidenziale della Federazione Russa e, in ragione di ciò, è un'area altamente sorvegliata ed il cui accesso al pubblico risulta limitato.

## Storia

### Periodo imperiale
Il Senato governante fu un'istituzione creata dallo zar Pietro I nel 1711. Era Composto da 6 dipartimenti, di cui 4 aventi sede a San Pietroburgo e 2 a Mosca, e divenne uno degli organi più importanti della macchina statale zarista. Caterina II, a differenza dei monarchi che la precedettero, decise di incrementare la presenza di uffici statali nell'antica capitale Mosca. Fu per tale ragione che ordinò la costruzione di un edificio destinato ad ospitare i due rami moscoviti del Senato governante, ossia l'amministrazione giudiziaria statale e l'amministrazione della regione di Mosca.
La progettazione del palazzo fu affidata all'architetto Matvej Kazakov, già impegnato in altri lavori riguardanti il cremlino. Tuttavia, la costruzione della struttura prese avvio nel 1776 ad opera di un altro architetto, Karl Blank. Nel 1779 quest'ultimo fu rimosso dall'incarico, il quale tornò al progettista originario, Kazakov. Il sito scelto per la costruzione era posto nell'area del cremlino in cui sorgevano il palazzo della famiglia Trubeckoj e almeno tre chiese. L'edificio fu concepito come un vero e proprio "tempio della legge", caratterizzato dai tratti stilistici simmetrici e regolari, secondo i dettami del neoclassicismo. I lavori all'esterno della struttura si conclusero tra il 1787 ed il 1788, mentre all'interno continuarono fino al 1790.

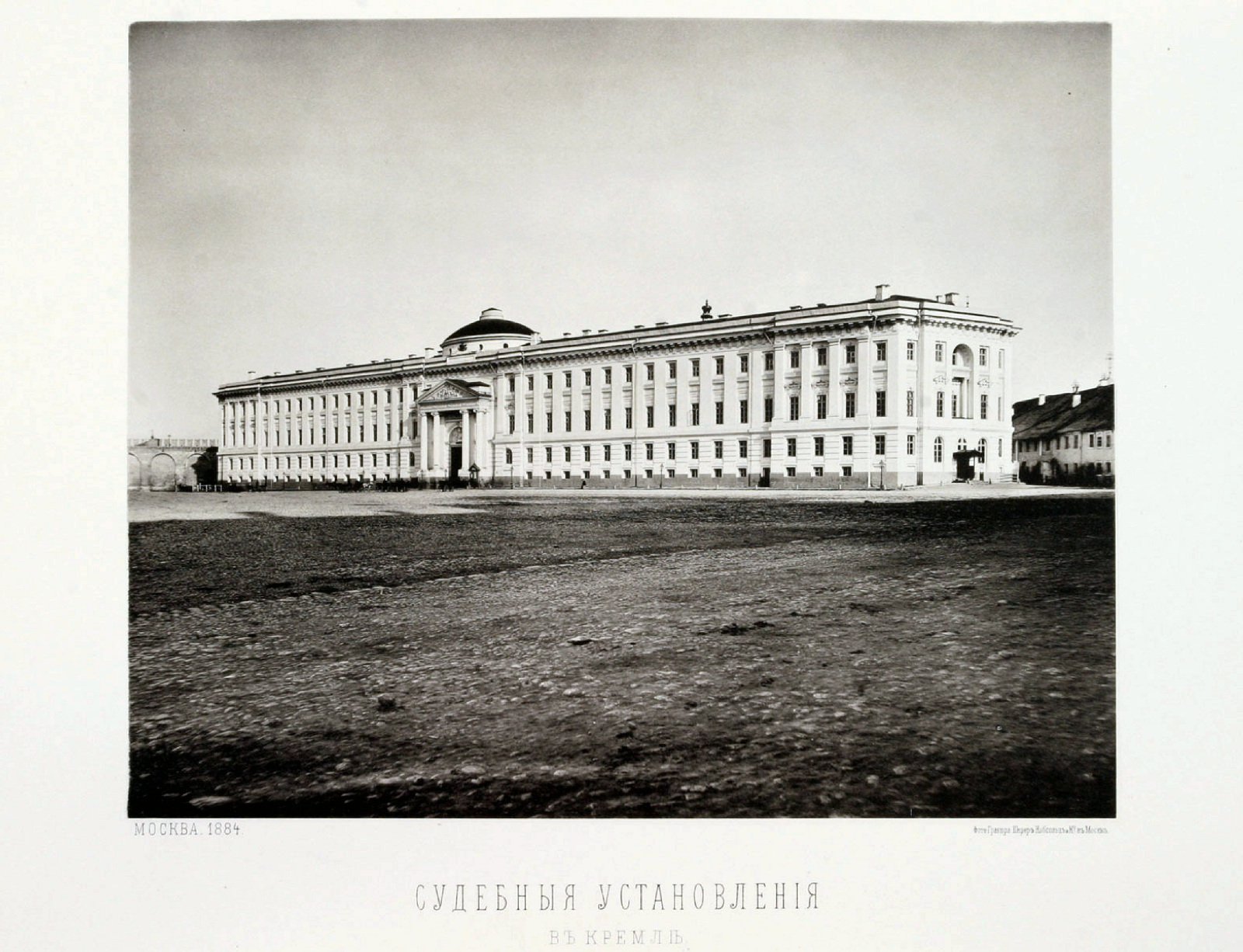
Il Palazzo del Senato in una foto del 1884

Il costo totale dell'opera ammontò a 759.000 rubli dell'epoca. Secondo lo scrittore Ivan Kondrat'ev, l'imperatrice rimase molto impressionata e soddisfatta del risultato del lavoro, tanto da dare i propri guanti a Kazakov dicendogli: "pagherò il vostro conto dopo, per ora - questo è un pegno per vostra moglie". In seguito, l'architetto fu ripagato con diamanti, una promozione ed una pensione. L'edificio divenne un modello per altre costruzioni dell'amministrazione statale.
Nei decenni successivi, in linea con le riforme dei successori di Caterina, l'edificio perse le sue funzioni originarie e divenne la sede della Corte regionale di Mosca e di altri uffici. Nel 1905 il granduca Sergej Aleksandrovič Romanov, governatore militare della città, fu assassinato nei pressi del palazzo da Ivan Kaljaev, membro del Partito Socialista Rivoluzionario. Nel 1908, in memoria del defunto granduca, fu installata vicino al palazzo una croce monumentale, disegnata da Viktor Vasnecov e distrutta nel 1918 dai bolscevichi.

### Periodo sovietico
Dopo la rivoluzione bolscevica e lo spostamento della capitale da San Pietroburgo a Mosca, il Palazzo del Senato funse in un primo momento da sede del governo sovietico. Tra il 1918 ed il 1922 Lenin visse al terzo piano dell'edificio. Successivamente l'edificio ospitò lo studio di Stalin e le conferenze. Anche quando il dittatore sovietico decise di spostare la propria residenza ufficiale, mantenne comunque un piccolo appartamento all'interno del palazzo. Dal 1946 fino alla dissoluzione dell'Unione Sovietica il palazzo ospitò le sedute del Consiglio dei ministri.
Nel 1955 l'appartamento e lo studio di Lenin furono aperti al pubblico. Tuttavia, nel 1994 tutti gli oggetti in esposizione furono ricollocati a Gorki Leninskie e l'accesso al palazzo fu soggetto a restrizione.

### Periodo post-sovietico
Tra il 1994 ed il 1998 il palazzo fu gradualmente adibito a sede dell'amministrazione presidenziale della Federazione Russa. Durante questi anni alcune delle caratteristiche degli interni del palazzo subirono una marcata modifica. I locali dell'edificio sono divisi tra quelli che ospitano gli uffici del presidente e dei suoi collaboratori e quelli adibiti ad ospitare cerimonie ed incontri diplomatici.

## Architettura

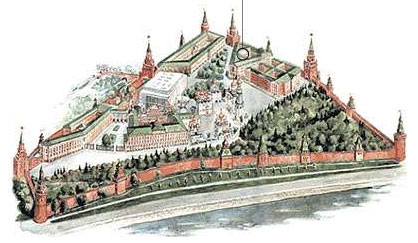
Localizzazione del Palazzo del Senato all'interno del complesso architettonico del Cremlino di Mosca

Il Palazzo del Senato è situato nell'area settentrionale del Cremlino di Mosca, tra l'Arsenale ed il Presidium. Ha la forma di un triangolo isoscele con lati lunghi circa 100 metri ciascuno. Uno dei lati è posto in posizione direttamente parallela alle mura del cremlino. L'edificio, caratterizzato dalla tinta esternamente gialla, è suddiviso in tre piani. La struttura triangolare del palazzo possiede un cortile interno. Al centro della facciata principale è presente un accesso a forma di arco trionfale che conduce direttamente al cortile. L'esterno dell'edificio è caratterizzato da un inusuale mix di colonne di ordine dorico e ionico.
All'interno del palazzo si trova la cosiddetta "sala rotunda" (dal diametro di 24,6 metri e dall'altezza di 27 metri), un tempo conosciuta anche con l'appellativo di "Pantheon della Russia". Una delle ragioni di tale denominazione è dovuta alla grande cupola di colore verde che sormonta la sala ed alla cui sommità è posta un'asta che sorregge la bandiera presidenziale della Federazione Russa (in passato quella sovietica). Tuttavia, originariamente la cupola era coronata da una statua di San Giorgio, successivamente sostituita da una raffigurante una simbolizzazione della Giustizia (distrutta dalle truppe di Napoleone Bonaparte nel 1812). Dopo il restauro del 1856 e fino al 1917 la sommità della cupola fu sormontata da una corona imperiale e dalla scritta "Zakon" (Legge). Un'altra importante sala dell'edificio è quella dedicata all'imperatrice Caterina, concepita come locale cerimoniale. In essa è presente un bassorilievo della sovrana raffigurata come la dea greca Minerva.

## Galleria d'immagini

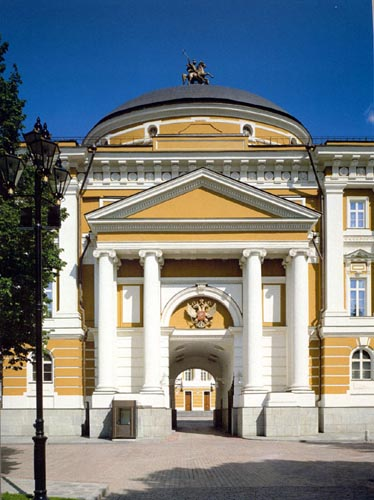
Ingresso del Palazzo del Senato
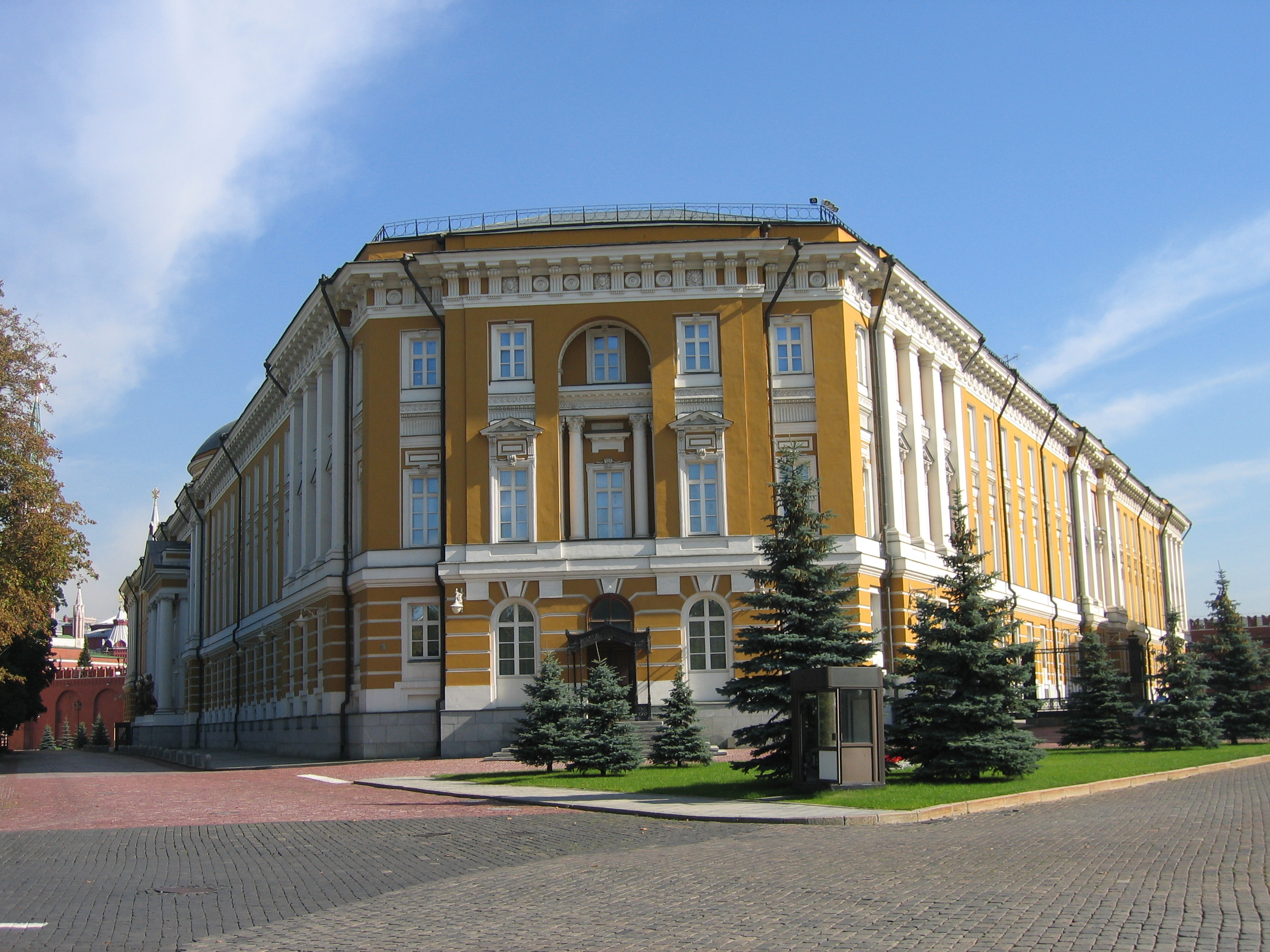
Pareti esterne del Palazzo del Senato
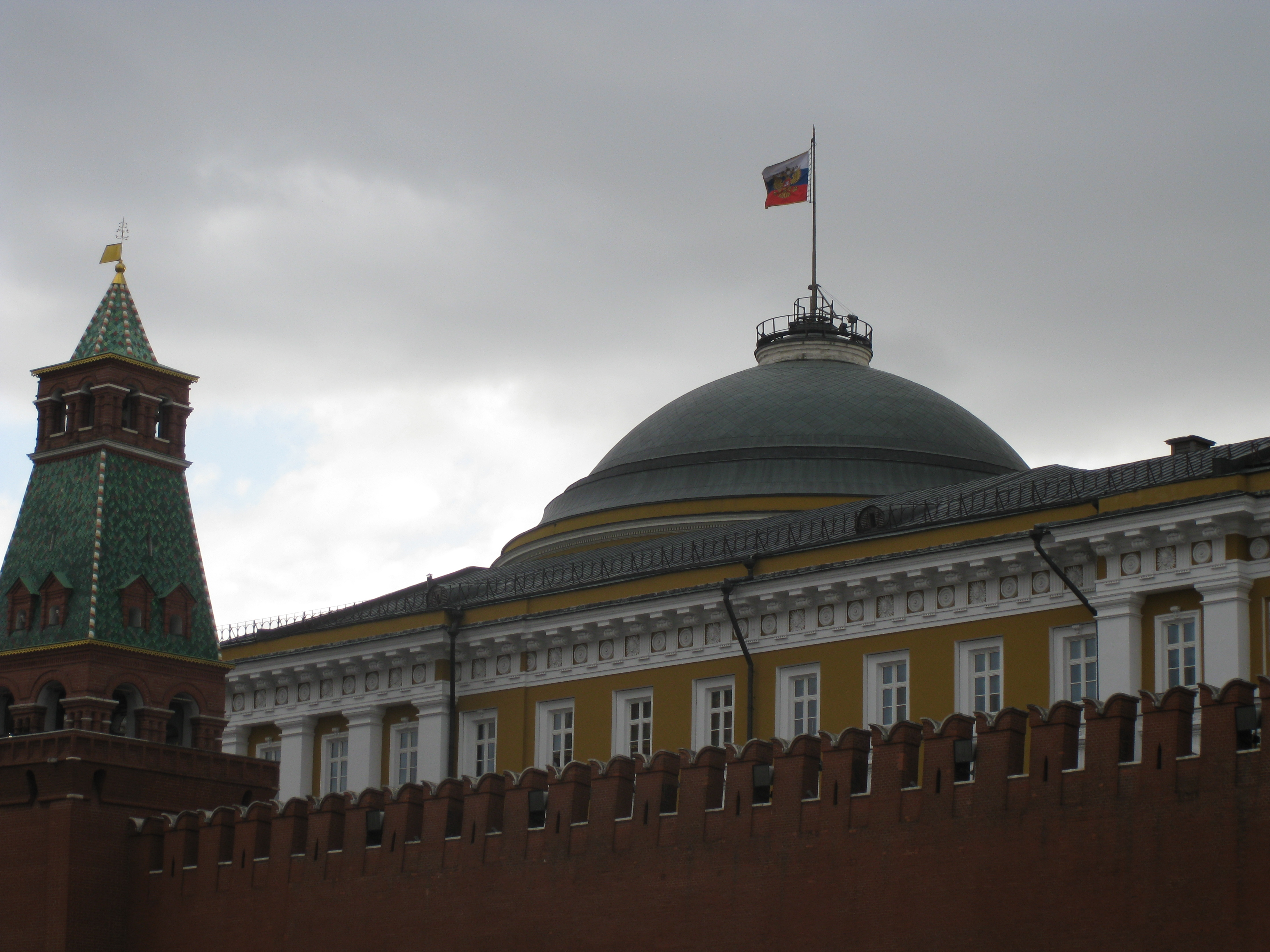
La cupola e le mura del cremlino
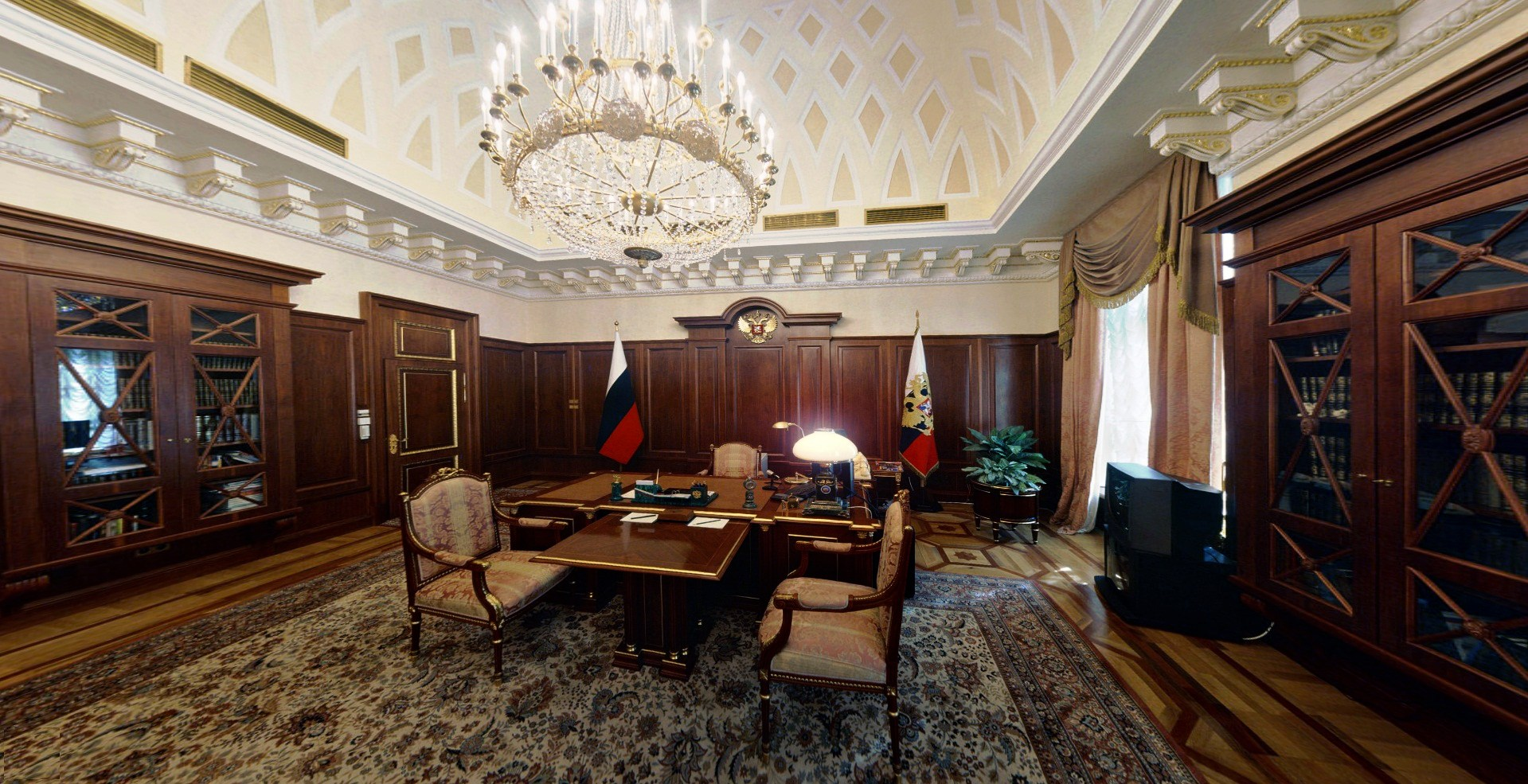
Scrivania presidenziale
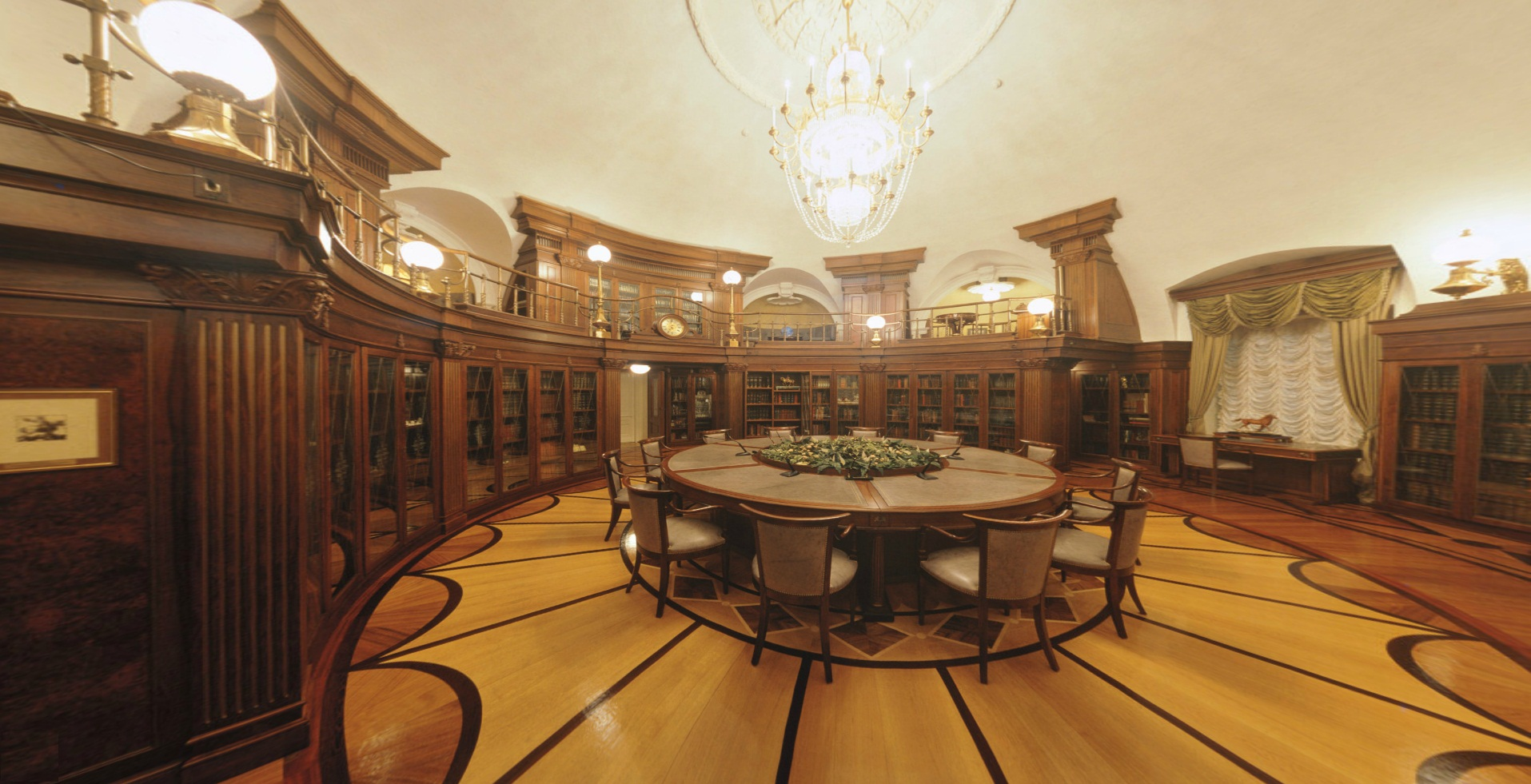
Biblioteca presidenziale
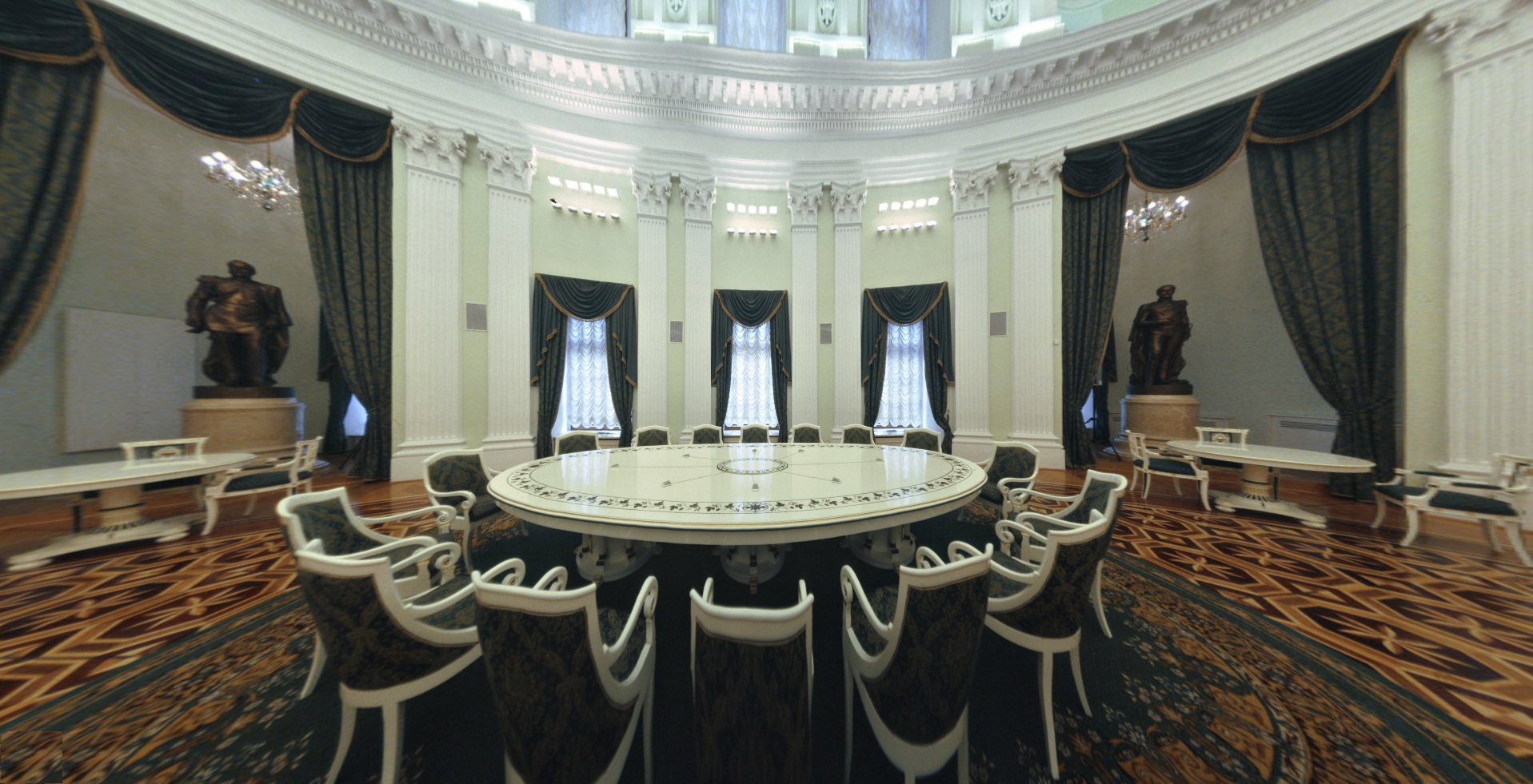
Sala del gabinetto esecutivo
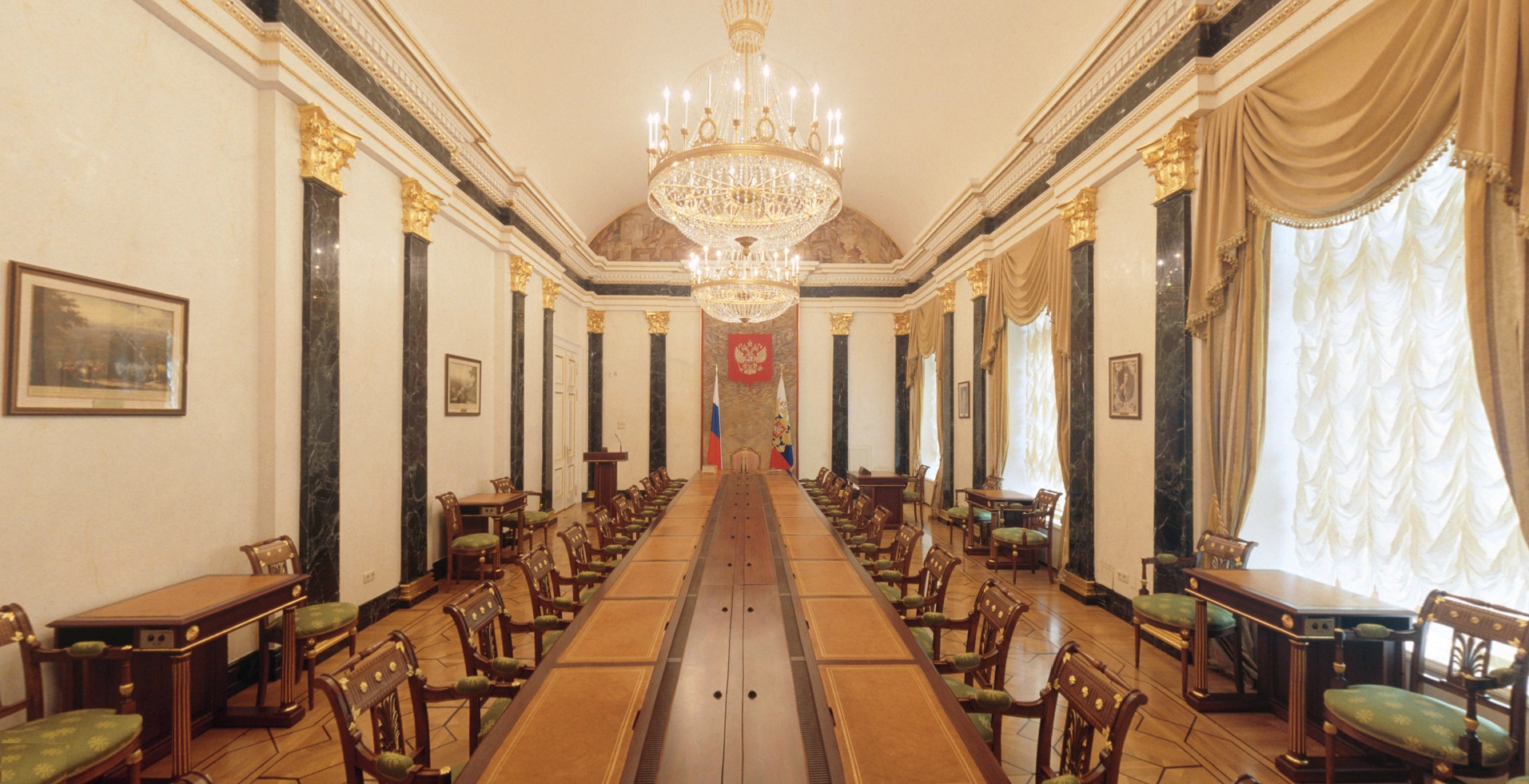
Sala del consiglio di sicurezza
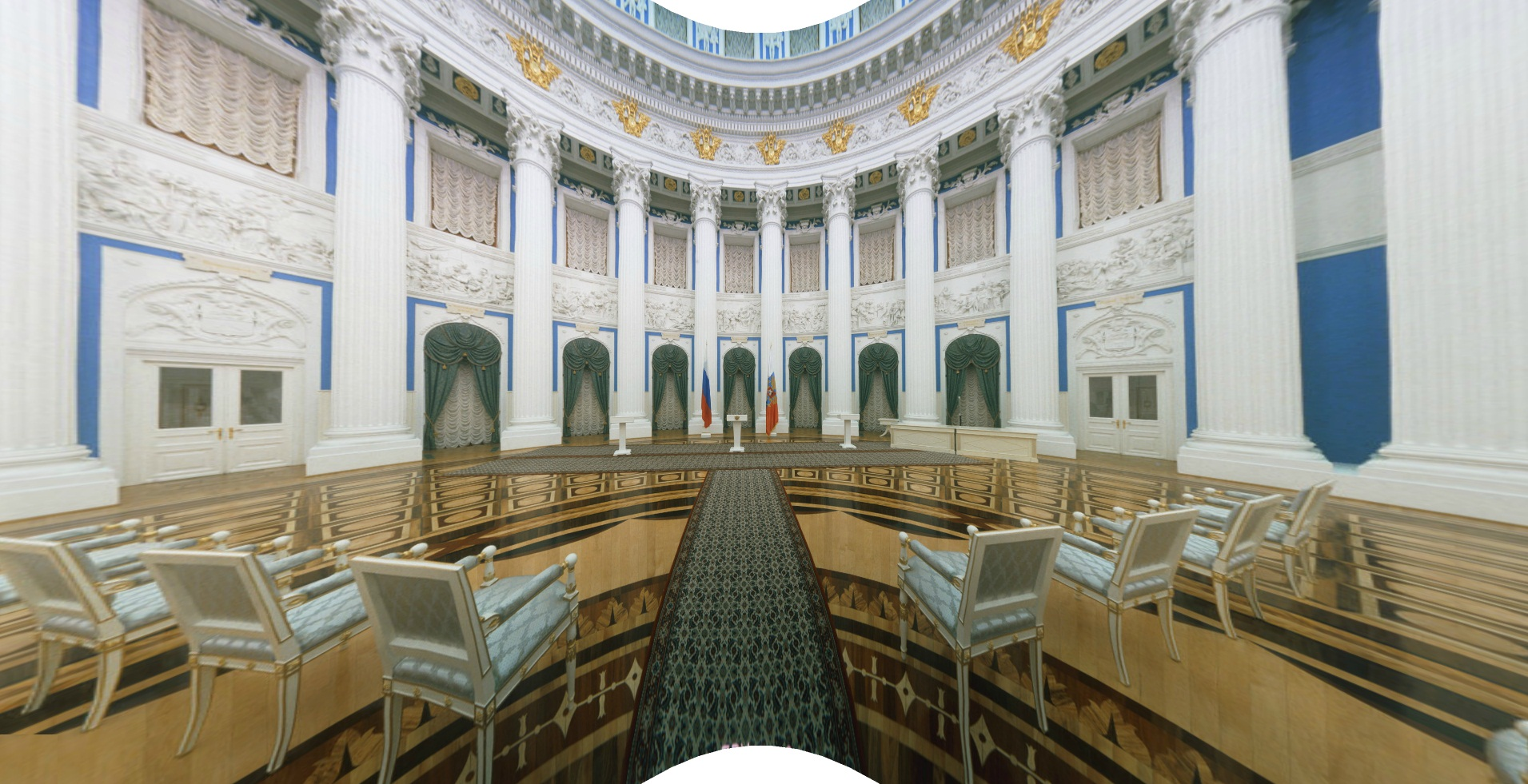
Sala di Caterina
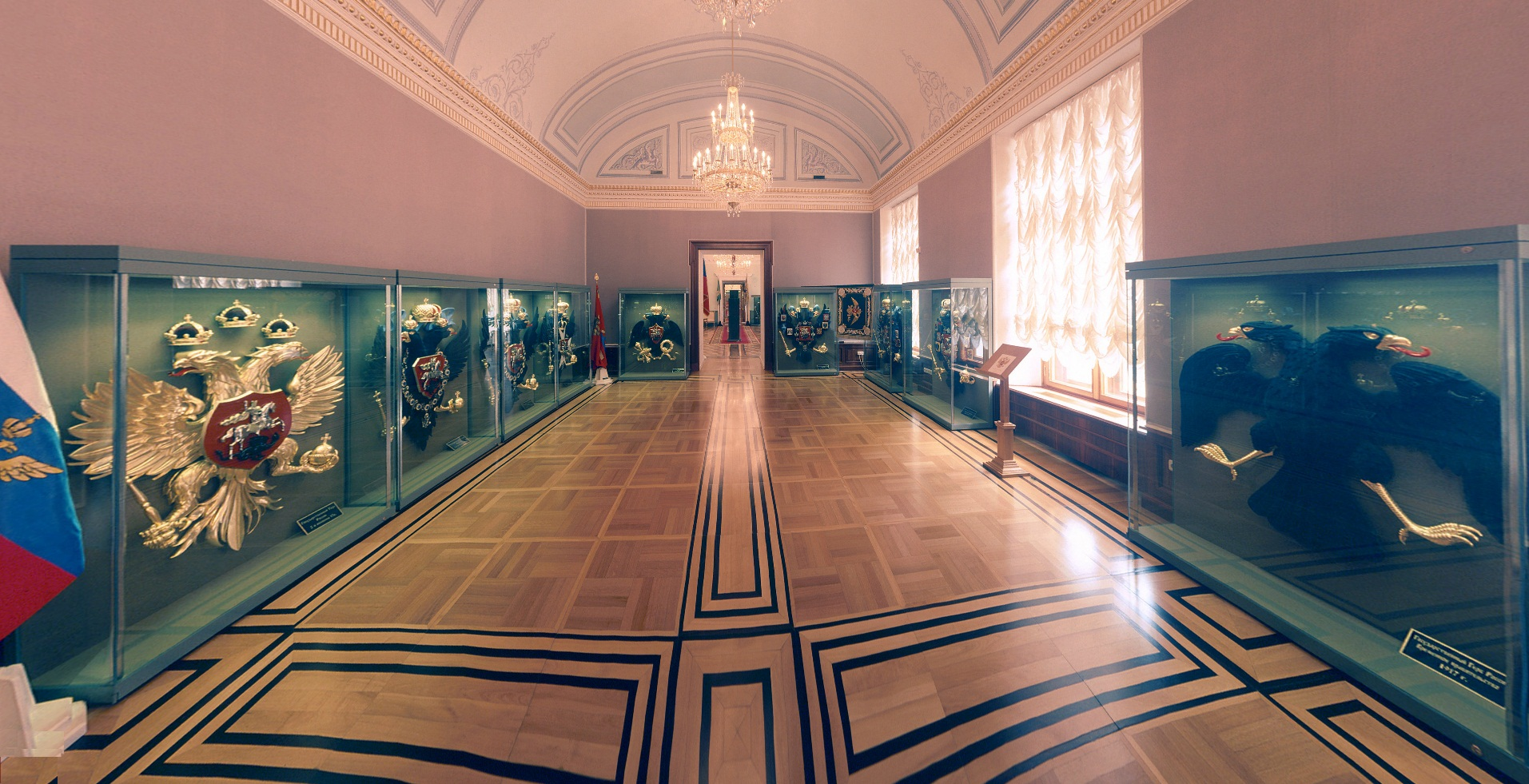
Sala dell'araldica
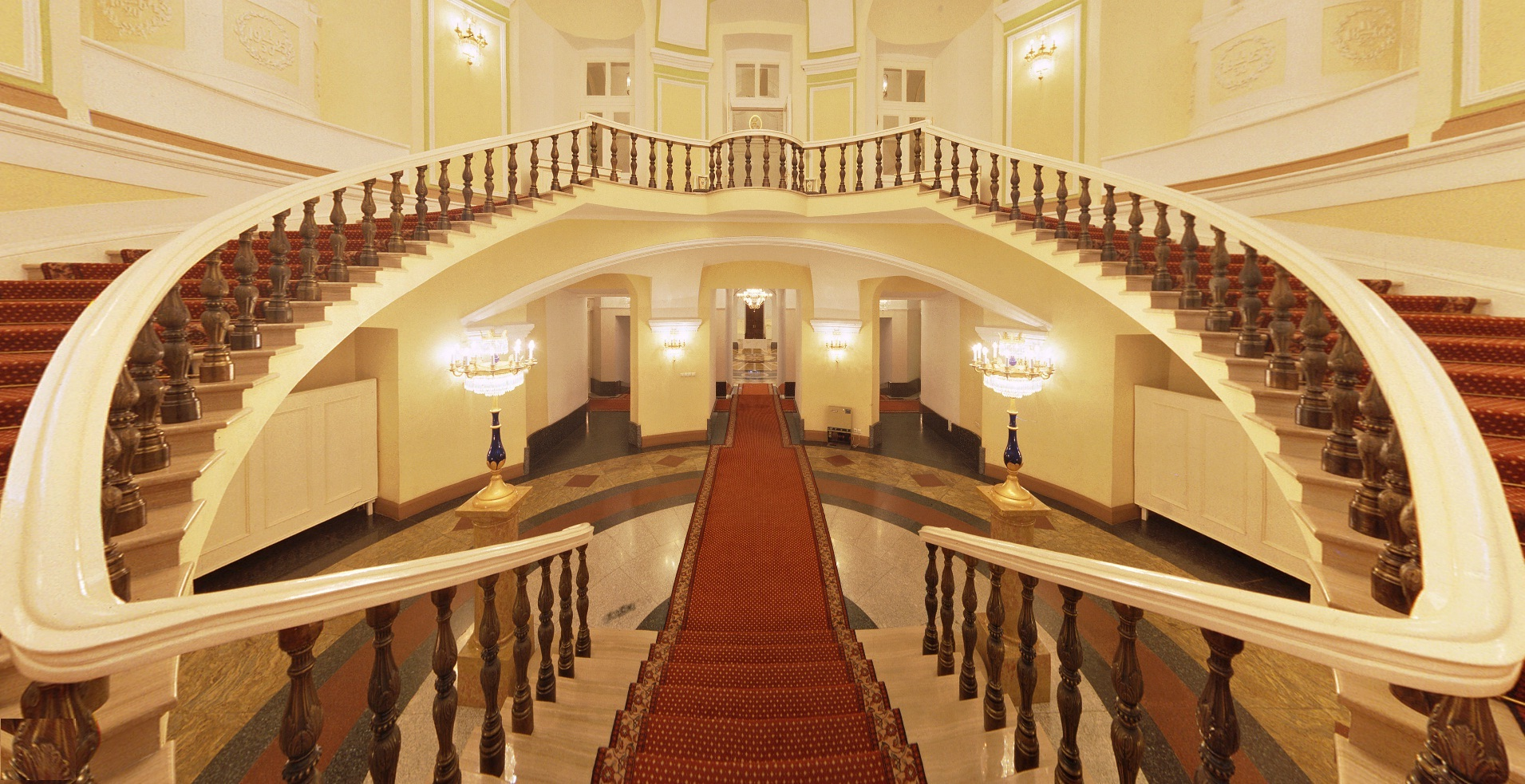
Scala Šochinskaja